# Hans Kampffmeyer
Hans Kampffmeyer (* 30. Januar 1876 in Naumburg, Landkreis Bunzlau, Provinz Schlesien; † 28. Mai 1932 in Frankfurt am Main) war ein Vertreter der Gartenstadt-Bewegung und Gründer der Gartenstadt Karlsruhe.

## Lebenslauf
Hans Kampffmeyer kam 1905 als 29-Jähriger von Paris nach Karlsruhe, um dort an der Kunstakademie seine Studien als Maler fortzusetzen. Sein Beruf wird für 1907 als Kunstmaler angegeben. 1911 promovierte er in Heidelberg mit der Arbeit „Rheinfelden oder Die Entwicklung eines modernen Industrieortes“ zum Doktor der Volkswirtschaft. In Karlsruhe übte er die Position eines „Großherzoglichen Wohnungsbauinspektors“ aus. 1912 wird sein Sohn Hans geboren. Ende der 1920er Jahre zog er mit seiner Familie nach Frankfurt am Main. In seiner Frankfurter Zeit entstanden eine Reihe von Artikeln und Schriften zur Weiterentwicklung des Gartenstadtgedankens in Richtung Gartenvorstädte (z. B. Siedlung und Kleingärten. Frankfurt 1926). Er beschäftigte sich mit Themen wie der Situation der Wohnungsbaugesellschaften, der Wohnsituation von Arbeitern und der Einrichtung von Häusern (siehe z. B. Frankfurter Küche). Er stand in engem Kontakt zu Ernst May, der das Frankfurter Umland mit neuen Siedlungen erschloss. Bis zu seinem Tode war er Sekretär des internationalen Verbandes für Wohnungswesen.

## Engagement in der Gartenstadtbewegung
Im Oktober 1905 gründete Hans Kampffmeyer mit einigen Gleichgesinnten die Ortsgruppe Karlsruhe der Deutschen Gartenstadtgesellschaft (DGG), deren Generalsekretär er damals war (siehe auch Bernhard Kampffmeyer und Paul Kampffmeyer, die ebenfalls in der DGG aktiv waren, was durch die Namensgleichheit teilweise zu Verwechslungen führte). Ziel war es, ein Gelände für eine Gartenstadt am Stadtrand von Karlsruhe zu suchen, sowie weitere Interessenten für eine noch zu gründende Genossenschaft zu finden. Verhandlungen mit der Karlsruher Stadtverwaltung und der Großherzoglichen Regierung von Baden über ein geeignetes Gelände begannen, zogen sich aber über mehrere Jahre hin.
Am 13. März 1907 wurde eine Genossenschaft mit dem Namen Gartenstadt Karlsruhe eGmbH (eingetragene Gesellschaft mit beschränkter Haftung) gegründet. Hans Kampffmeyer war hier ebenfalls Gründungsmitglied und einer der drei Vorstände.
Erste Entwürfe für die Bebauung der Gartenstadt Rüppurr stammen von Hans Kampffmeyer. Diese wurden dann vom Durlacher Architekten Karl Kohler und später vom Oberbaurat Friedrich Ostendorf überarbeitet und weiterentwickelt. Erst die Version Ostendorfs wurde ab 1911 baulich realisiert.
Hans Kampffmeyer schrieb für die Zeitschrift Gartenstadt, das Organ der Deutschen Gartenstadtgesellschaft. Innerhalb der Gartenstadt-Bewegung stand er für eine pragmatische Ausrichtung. Er entfernte sich früh von den Utopie Ebenezer Howards, die eine Neugründung autarker Städte als Gartenstädte vorsah. Stattdessen konzentriert sich Hans Kampffmeyers Vision auf „gartenstadtähnliche Siedlungen“ (so 1905 als Ziel der Ortsgruppe Karlsruhe formuliert), die als Vorort oder Stadtteil einer vorhandenen Stadt angegliedert sind.
Mit der Gartenstadt Karlsruhe-Rüppurr gelang ihm die Verwirklichung seiner Idee von besseren, gesünderen Wohnungen in Einzelhäusern, bei denen Grund und Boden im Gemeinbesitz der Genossenschaft verbleiben, die Mitglieder der Genossenschaft dafür jedoch ein lebenslanges und vererbbares Wohnrecht in den gemieteten Wohnungen erhalten.
Im Jahr 1917 konzipierte Hans Kampffmeyer das visionäre Projekt zur Gründung einer „Friedensstadt“. Im gleichen Jahr veröffentlichte er einen Aufruf zur Gründung eines „Deutschen Volkshausbundes“.

## Schriften
- Die Gartenstadtbewegung. (= Aus Natur und Geisteswelt, Band 259.)
  - 1. Auflage (mit 43 Abbildungen), B. G. Teubner Verlag, Leipzig 1909.
  - 2. Auflage (mit 27 Abbildungen), B. G. Teubner Verlag, Leipzig 1913. (Digitalisat bei der Universitäts- und Landesbibliothek Düsseldorf)
- Friedenstadt. Ein Vorschlag für ein deutsches Kriegsdenkmal.
  - 1. Auflage, Müller, Karlsruhe 1918.
  - 2. Auflage, Verlag Eugen Diederichs, Jena 1918.
- Die Gartenstadtbewegung und ihre sozialpolitische Bedeutung, in: Archiv für Soziale Hygiene und Demographie 2 (1926/27) 575–584.